# IC 2297
IC 2297 је појединачна звијезда у сазвјежђу Рак која се налази на листи објеката дубоког неба у Индекс каталогу.
Деклинација објекта је + 18° 22' 53" а ректасцензија 8h 20m 4,7s.